# Estrutura em aço leve
A estrutura em aço leve ou construção com aço galvanizado, também conhecido pela terminologia em inglês light steel framing (sigla LSF) é uma designação utilizada internacionalmente para descrever um sistema construtivo que utiliza o aço galvanizado como principal elemento estrutural. São estruturas que não utilizam tijolo ou cimento, sendo que o concreto (português brasileiro) ou betão (português europeu) é apenas empregue nas fundações ou caves.

## Definição

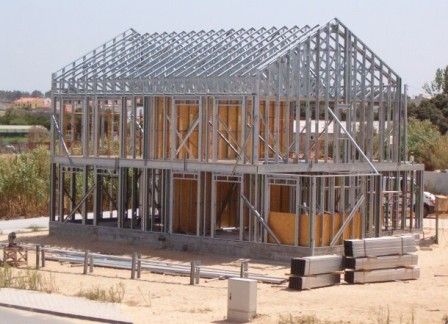
Moradia construída segundo o sistema light steel framing podendo observar-se o esqueleto metálico antes da aplicação do revestimento estrutural.

A palavra steel indica a matéria prima usada na estrutura, o aço. A inclusão de light (em português, 'leve') indica que os elementos em aço são de baixo peso, uma vez que são produzidos a partir de chapa de aço com espessura reduzida. Também para focar essa característica, muitas publicações usam o termo light gauge (gauge é uma unidade de medida, agora quase em desuso, que define a espessura das chapas de metal). Outros designam o aço por cold formed steel, ou seja, aço moldado ou enformado a frio, como referência ao processo de moldagem da chapa através de processos mecânicos à temperatura ambiente, tal como a quinagem ou a perfilagem. O termo light também lembra que não é necessário utilizar equipamentos e maquinaria pesada na construção. Também ressalta a flexibilidade, dado que permite qualquer tipo de acabamento exterior e interior. Além disso, o próprio peso do edifício é baixo, não só porque a sua estrutura é leve, mas também porque o light steel framing é especialmente destinado a edifícios de pouca altura, em contraste com as estruturas pesadas de grandes prédios de apartamentos. Apesar de elementos em aço leve galvanizado serem usados, para fins não estruturais, em edifícios de maiores dimensões, a expressão light steel framing é especialmente utilizada com referência a edifícios residenciais até dois ou três pisos, ou seja, edifícios leves. Também se emprega a palavra light para lembrar a facilidade com que os materiais são aplicados em obras de reabilitação de edifícios antigos, cujas estruturas, embora pesadas, possuem baixa resistência sísmica.
Framing é a palavra usada na língua inglesa para definir um esqueleto estrutural composto por diversos elementos individuais ligados entre si, passando estes a funcionar em conjunto, para dar forma e suportar o edifício e o seu conteúdo. A palavra também se refere aos processos usados para interligar os referidos elementos estruturais, sejam em madeira, ferro ou aço galvanizado. De difícil tradução em português (o termo mais aproximado seria caixilharia), tem-se optado por dizer 'estruturas'.
Assim, light steel framing poderá traduzir-se por estruturas em aço leve.

## Origem e história
Para definir os antecedentes históricos da light steel framing é necessário remontar aos Estados Unidos, no século XIX. Naqueles anos, a população do país multiplicou-se por dez, sendo necessário recorrer aos materiais disponíveis localmente e a métodos práticos e céleres que permitissem aumentar a produtividade na construção de novas habitações. A madeira, que era já o material de eleição dos povos colonizadores, passou a ser utilizada no novo continente como principal elemento estrutural dos edifícios habitacionais e assim permaneceu até hoje.
Ao terminar a Segunda Guerra Mundial, o aço era um recurso abundante, e as empresas metalúrgicas haviam obtido grande experiência na utilização do metal devido ao esforço da guerra. Primeiramente usado nas divisórias dos grandes edifícios ou arranha-céus com estrutura em ferro, o aço leve moldado a frio passou a ser usado em divisórias de edifícios de habitação e acreditava-se que poderia substituir a inteira estrutura de madeira nas moradias.
Um grande impulso foi dado nos anos 1980, quando a exploração de florestas mais antigas foi vedada à indústria madeireira. Isto levou ao declínio da qualidade da madeira empregue na construção e a grandes flutuações no preço desta matéria prima. Em 1991, a madeira usada na construção subiu 80% em quatro meses, o que levou muitos construtores a passar a usar o aço imediatamente.
Após este início explosivo mas pouco estruturado, criaram-se associações de técnicos e construtores e o LSF passou a ser encarado profissionalmente. O mesmo se pode dizer do mercado em Portugal. Com o aumento da consciência do público em relação à fraca qualidade de execução de construções em alvenaria, é de esperar uma contínua procura de alternativas. Desde o início titubeante do LSF em Portugal no ano de 1995, a procura por casas com estrutura em aço tem sido constante. Nem sequer os fracassos e erros cometidos pelos pioneiros nesta área impediram o sucesso do LSF. Com a maior divulgação também passou a existir um melhor conhecimento por parte do público que tenderá a escolher os construtores mais bem preparados, para bem da indústria e dos consumidores.

## Vantagens

### Segurança estrutural

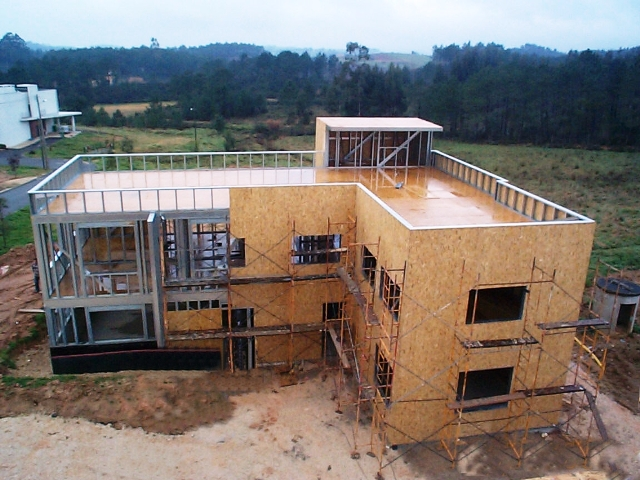
Edifício construído segundo o sistema light steel framing, podendo observar-se o esqueleto metálico parcialmente coberto com o revestimento estrutural, as placas de OSB.

Este é provavelmente o aspecto em que o futuro utilizador mais rapidamente pensará ao analisar a possibilidade de construir um edifício com estrutura em aço. O facto de se usarem materiais leves, em contraste com o peso do betão (português europeu) ou concreto (português brasileiro), poderá levar muitos a duvidar imediatamente da resistência desse tipo de construções. No entanto, tal dúvida não procede, considerando que a resistência da estrutura é assegurada pelo metal. Neste sentido uma casa no sistema light steel framing não difere de qualquer outra casa de alvenaria. A resistência estrutural de qualquer casa vulgar é assegurada pelo uso de varas de ferro embutidas em pilares e lintéis de cimento. No entanto, no primeiro caso, são usados perfis e vigas de aço galvanizado com espaçamentos de 60 cm ou menos. Tomando por hipótese uma habitação de tamanho normal, tendo um piso térreo e um superior, totalizando 200 m² por exemplo, são utilizados cerca de 1 300 metros de perfis ou montantes verticais, 500 metros de vigas de piso, 500 metros de vigas de telhado e 800 metros de canais além de centenas de outros elementos metálicos essenciais.
Isto representa mais de 10 toneladas de elementos de metal de alta resistência unidos por milhares de parafusos estruturais. No entanto, neste exemplo, a casa seria muito mais leve do que uma vulgar, visto não ser necessário todo o peso do cimento ou do tijolo. Ou seja, praticamente todo o peso de uma construção LSF é proveniente do seu esqueleto metálico estrutural.
Pelo facto de não serem necessárias vigas ou colunas isoladas de apoio, todas as paredes exteriores podem ser consideradas como estrutura do edifício e por onde se reparte todo o peso das placas e andares. Assim, facilmente se compreende a extraordinária resistência sísmica destes edifícios. A casa inteira pode ser comparada a uma enorme caixa metálica reforçada por um revestimento estrutural, sendo usualmente escolhidas as placas de OSB, ou fitas metálicas de contraventamento e fechamento em placas cimentícias para esse efeito. Visto que não são empregues pontos de soldadura, são eliminados pontos frágeis de ruptura. 

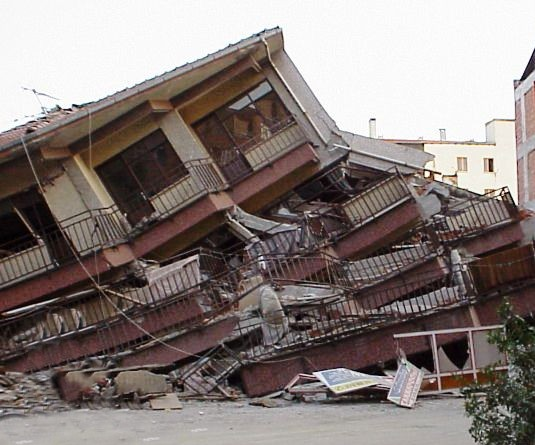
Colapso de edifício com estrutura em devido a sismo, Turquia 1999.

A casa torna-se uma estrutura flexível, adaptando-se às mínimas variações do terreno, não abrindo fissuras nas paredes e sem apresentar o risco de queda de colunas ou de placas, na eventualidade de um sismo violento. Para isto também contribui o baixo peso da inteira edificação e a uniformidade na distribuição das cargas, atenuando os pontos de concentração de forças e de tensões.
Naturalmente, nem todo o tipo de aço é adequado à estrutura de um edifício ou corresponde ao exigido na legislação aplicável às estruturas com perfis enformados a frio, tal como os Eurocódigos, sendo necessário recorrer a engenharia para a escolha correcta do tipo de perfis a aplicar.
Esta vantagem do light steel framing, fez disparar a construção de edifícios residenciais com estrutura em aço nos Estados Unidos, especialmente na Califórnia, na Coreia do Sul ou no Japão, visto que estas são zonas do planeta que correm graves riscos sísmicos.

### Conforto

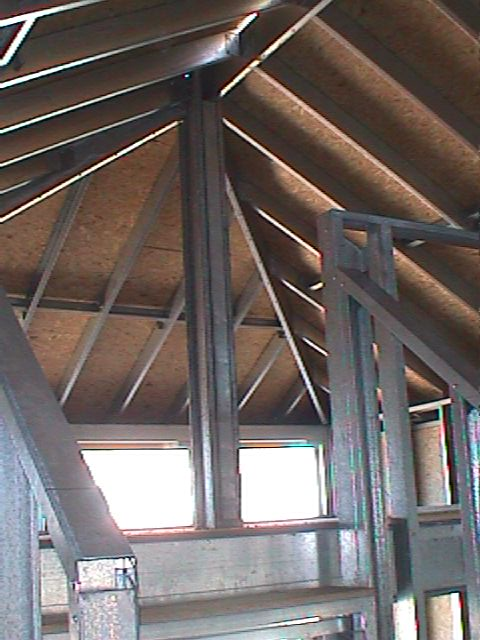
Pormenor de estrutura de cobertura metálica pelo interior de um edifício construído segundo o sistema light steel framing.

Espera-se que os edifícios mantenham os seus ocupantes confortavelmente protegidos dos elementos. Qualquer espécie de construção, desde fábricas a supermercados, vivendas a centros comerciais, deverão providenciar um ambiente interno apropriado para as actividades mantidas no seu interior, independentemente das condições exteriores.
Portanto, diversos atributos são necessários para que uma casa ofereça aos seus habitantes o necessário conforto. As construções com estrutura em aço distinguem-se no isolamento térmico e acústico e na regulação da humidade no ambiente. Assim, este tipo de estruturas são cada vez mais populares em países como o Estados Unidos, Canadá, Reino Unido, Países Nórdicos, França, Alemanha, Coreia do Sul e Japão.

#### Isolamento térmico
Uma das mais apreciadas qualidades numa casa e talvez a menos conseguida, é o isolamento térmico. Os materiais deveriam conferir à habitação um completo escudo contra as variações de temperatura e de humidade sentidas no exterior. Nestes aspectos, uma casa com estrutura em LSF é completamente isolada do exterior por placas de poliestireno expandido, OSB e/ou placa cimentícias, vários centímetros de lã mineral e gesso cartonado. As características tanto do poliestireno como da lã mineral conferem ao edifício uma protecção térmica impossível de conseguir numa construção vulgar.
Com todos estes materiais, o interior de uma construção LSF é considerado um ambiente de clima controlado. Isto representa uma poupança de energia que será cada vez mais significativa conforme o passar dos anos. Devido a isto, normalmente as habitações deste tipo são equipadas com ar-condicionado ou sistemas de recuperação de calor de lareiras visto que se exige um baixo consumo energético para fornecer aos moradores o necessário conforto.

#### Isolamento acústico

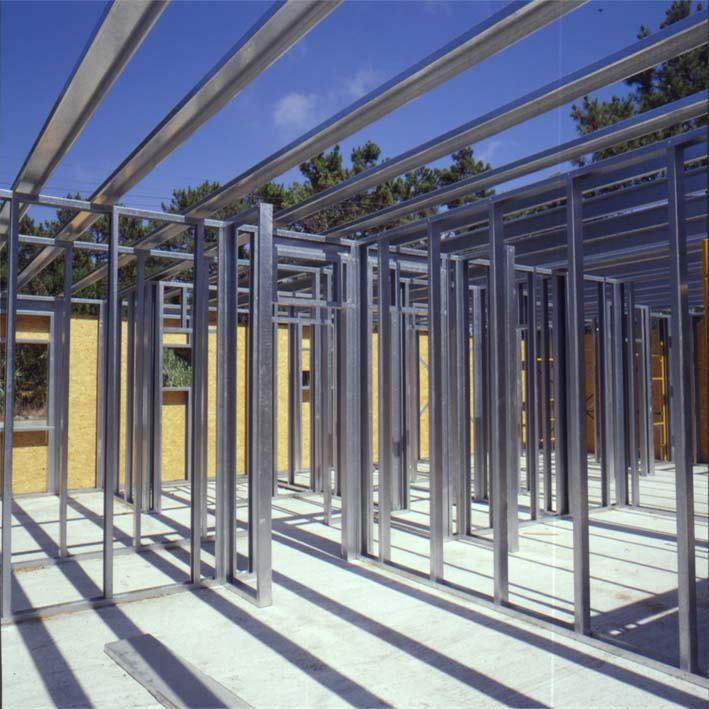
Quantidade de perfis montantes estruturais num edifício construído segundo o sistema light steel framing.

Na maior parte das edificações modernas é necessário levar em consideração o som produzido em outras dependências da casa ou mesmo o ruído proveniente do exterior. Muitas vezes pensa-se que a única forma de evitar a propagação do ruído é aumentar a largura das paredes. No entanto, este problema poderia ser resolvido caso se utilizassem materiais que comprovadamente revelam ser maus condutores do som, ao contrário do que acontece com o tijolo e o cimento.
As lãs minerais, utilizadas na cavidade interior das paredes, são eficazes não só pela sua estrutura como também pela sua densidade, sendo consideradas por testes laboratoriais como possuindo alto poder de isolamento acústico. No entanto, os restantes materiais também actuam como escudo dispersor dos ruídos. Nas paredes interiores, a utilização do gesso cartonado contribui para reduzir a transmissão do som. Nas exteriores, além do gesso numa das faces, há ainda que contar com o OSB e/ou Placas Cimentícias e ainda com o poliestireno expandido. As lãs minerais são também colocadas no espaço entre as vigas de piso, (com até 250 mm de secção), minimizando bastante os ruídos aéreos, vantagem que não é possível obter numa construção convencional. 
Por estes motivos, uma casa com estrutura metálica tem uma sonoridade diferente de uma casa vulgar. O som produzido no interior de uma divisão é reflectido pelas paredes e transmitido por elas, impedindo várias vezes mais a propagação do ruído do que uma parede de tijolo. Este efeito provoca um som diferente, dando a sensação de parede oca quando se bate nas paredes, visto que o som do impacto não é totalmente transferido para a outra face.
Os ruídos de impacto ou de percussão nos pisos podem ser minimizados ou mesmo eliminados pela aplicação de lã mineral de alta densidade, ou outros materiais adequados, directamente sob o OSB que reveste a estrutura da laje e finalmente aplicar o pavimento final.

#### Equilíbrio da humidade no ambiente
O excesso de humidade proveniente da respiração dos ocupantes e da utilização de água quente, provoca humidade nas paredes e vidros, muitas vezes chegando a escorrer água nessas áreas como resultado da condensação do vapor de água em contacto com as superfícies frias. Visto que o cimento e o tijolo são materiais frios, exige-se que o ambiente esteja constantemente aquecido para evitar estas condensações que, não só enegrecem as paredes devido à proliferação de fungos, como mostram ser extremamente prejudiciais para a saúde. Numa casa LSF são empregues materiais isolantes que, por si só, mantêm o ambiente numa temperatura que evita tais condensações. Adicionalmente, todas as paredes interiores são revestidas a gesso cartonado que, sendo poroso, pode absorver o excesso de humidade para depois o devolver ao ambiente quando este estiver mais seco.
O facto de os edifícios com estrutura em aço galvanizado serem usualmente revestidos com Rebocos Térmicos pelo Exterior, a acrescentar ao isolamento com placas de lã mineral na cavidade das paredes entre perfis montantes, garante que o ponto de orvalho ou de condensação ocorra sempre no exterior da parede e nunca no seu interior, tal como é habitual nas paredes convencionais com dois panos de alvenaria em tijolo entre os quais são colocadas placas de poliestireno. Esta solução deveria ser ventilada e drenada visto que o ponto de orvalho ocorre no interior das paredes, sendo que isto raramente é feito em qualquer construção vulgar.

### Rapidez de construção
Visto que os materiais empregues na construção LSF são usualmente mais caros do que os usados na construção convencional, é precisamente esta característica que torna economicamente acessível e competitiva esta solução construtiva. Evidentemente, o tempo e a mão de obra estão intimamente ligadas com o custo final da obra.

#### Ganho em tempo

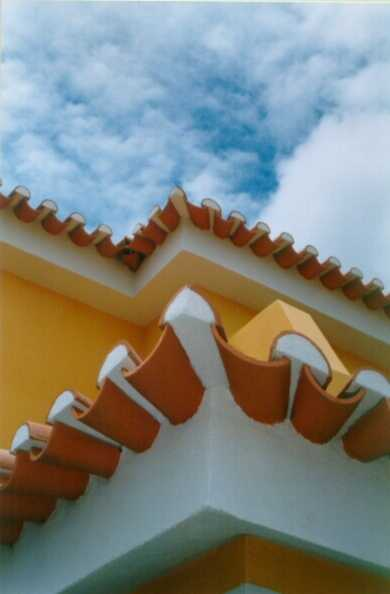
Pormenor de acabamento de telhado numa moradia com estrutura de aço leve.

O baixo peso dos materiais apesar das grandes dimensões dos mesmos, a utilização de sistemas de fixação mecânica ao invés de cimento, a aplicação de argamassas de rápida secagem para rebocos exteriores, a facilitada colocação de tubagens e condutores eléctricos devido a não ser necessária a abertura de roços e ainda muitas outras técnicas fáceis e rápidas utilizadas nos edifícios LSF, diminuem consideravelmente a mão de obra e, consequentemente, o tempo necessário para a conclusão dos trabalhos. Assim, é usual conseguir uma redução de metade do tempo necessário para a construção quando comparada com a construção convencional. Nas habitações com estrutura metálica poupa-se na mão de obra e investe-se na qualidade dos materiais básicos.

#### Redução de custos
Apesar de se utilizarem profissionais especializados e experientes, obviamente com vencimentos superiores aos restantes trabalhadores da construção civil, o rendimento dos mesmos é superior à média o que se traduz em reduções no valor da mão de obra e a consequente diminuição do custo final. Além das vantagens na segurança e no conforto, o aumento previsto no número de construções com estrutura metálica tornará este tipo de habitações mais comuns e, portanto, ainda mais competitivas no que concerne ao custo final. O aumento de consumo de certo tipo de materiais e equipamento obrigará à diminuição do preço de aquisição de matéria prima até se alcançarem valores semelhantes aos da construção vulgar. Perspectivam-se, a médio prazo, melhores condições para futuros compradores e construtores deste sistema.
No entanto, mesmo na actualidade, existem meios de diminuir os custos de produção de forma a alcançar valores de construção bastante competitivos. Uma delas é a recorrer a arquitectura e engenharia inteiramente idealizadas para o sistema LSF.
Evidentemente, qualquer tipo de construção concebida para os métodos vulgares pode ser convertida para o sistema light steel framing sem encargos para o cliente e sem alterar em nada o aspecto final pretendido. No entanto, caso a moradia seja concebida desde raiz, segundo o sistema, permitirá uma melhor racionalização dos espaços e uma substancial poupança na colocação dos elementos estruturais e de revestimento.
Outra forma de diminuir custos acontece na construção de vivendas geminadas ou em banda, em urbanizações ou em prédios. Neste tipo de construção massiva a maior parte das paredes e secções de piso e de telhado poderão ser fabricadas previamente em armazém. Este é um método de construção tanto mais eficiente quanto mais se repetirem os referidos elementos. Os perfis e vigas são fabricados segundo as medidas necessárias evitando desperdícios de material. Muitos dos elementos de revestimento são colocados na estrutura antes desta ser erguida e colocada no local. A velocidade de trabalho neste método pode chegar a ser três vezes maior do que na construção dos perfis no local e tem ainda a vantagem de poder ser realizado em local protegido de qualquer tipo de condições atmosféricas.

### Versatilidade na construção

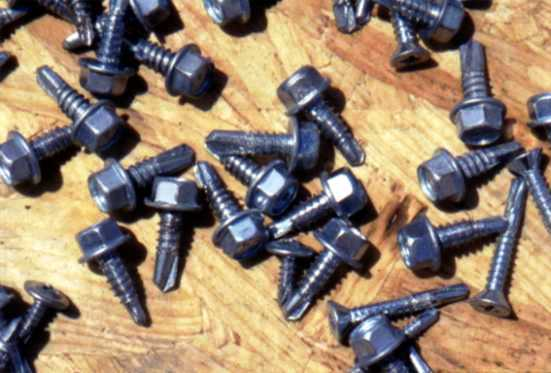
Parafusos de cabeça sextavada com broca, adequados para construção com light steel framing.

O sistema construtivo LSF possui ainda a vantagem de se adaptar a qualquer tipo de projecto, desde as mais simples e lineares garagens até vivendas de arquitectura bastante elaborada. As características de resistência dos perfis usados permitem erigir edifícios até um máximo de três pisos acima do solo. Em casos de altura superior, poder-se-á empregar outro tipo de estrutura metálica, usando o ferro, tal como se utiliza na construção de pontes.
O sistema pode também ser utilizado em outros tipos de construções tal como armazéns, fábricas, garagens, hangares, entre outros. Este tipo de estruturas adaptam-se também a grandes obras de recuperação e reabilitação de edifícios antigos. Muitos destes foram construídos em estrutura de madeira e ferro pesado. Mesmo graves deficiências estruturais poderão ser solucionadas pelo uso de vigas leves de aço galvanizado tanto em pavimentos como em telhados.

### Construção sustentável
No ano de 1987, a Comissão Mundial da ONU sobre o Meio Ambiente e Desenvolvimento apresentou um documento chamado Our Common Future onde se cunhou o termo agora popular de Desenvolvimento Sustentável. A sua definição básica é:
"Desenvolvimento Sustentável é o progresso ou desenvolvimento que satisfaz as necessidades do presente sem comprometer a capacidade das futuras gerações satisfazerem as suas próprias necessidades."
A ideia de desenvolvimento sustentável começou a difundir-se à medida que crescia a consciência sobre os limites dos recursos naturais. As muitas frentes de discussão sobre o assunto enveredaram por aspectos económicos, sociais e ambientais, tais como a busca de formas alternativas de energia substituindo o petróleo, o tratamento de florestas para evitar a sua extinção ou o exercício de uma arquitectura sustentável.
Quanto à construção, muito pode ser feito para defender o meio ambiente e o sistema LSF pode, sem dúvida, ser considerado uma construção sustentável, ou denominada pelo popular termo "green building" visto que promove uma maior eficiência económica, uma enorme poupança de recursos naturais e humanos e um menor impacto ambiental nas soluções adoptadas nas fases de projecto, construção, utilização, reutilização e reciclagem da edificação.

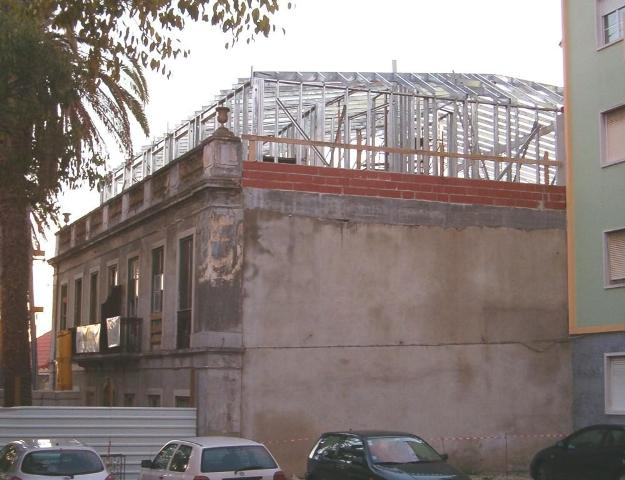
Reconstrução de cobertura com mansardas em edifício antigo, usando light steel framing.

Numa construção LSF, o baixo peso dos materiais reduz os meios de transporte, e o consequente consumo de combustível. O peso lançado sobre os solos, especialmente no caso de encostas ou terrenos instáveis, é extremamente reduzido. Também os ruídos de máquinas transportadoras e elevatórias é eliminado. Apesar das grandes dimensões dos mesmos, a utilização de sistemas de fixação mecânica, a aplicação de argamassas de rápida secagem para rebocos exteriores, a facilitada colocação de tubagens e condutores eléctricos devido a não ser necessária a abertura de roços e ainda muitas outras técnicas fáceis e rápidas utilizadas nos edifícios LSF, diminuem consideravelmente a mão de obra e, consequentemente, o tempo necessário para a conclusão dos trabalhos, diminuindo ruídos, constante movimento de veículos e outros impactos na vizinhança. Em toda a obra a água é praticamente desnecessária. Todos os materiais empreguem na estrutura e no elemento térmico são provenientes de empresas certificadas, gigantes mundiais que se preocupam com o meio ambiente dedicando grande parte da sua investigação ao desenvolvimento sustentável. No entanto, todos estes aspectos referem-se apenas ao período da obra.
Depois de pronta, existe grande poupança de energia devido ao bom isolamento do edifício. Visto que o gesso regula a humidade interior, contribui para um ambiente mais saudável. Alterar a disposição de paredes permite reutilizar o metal da estrutura. Também a totalidade dos materiais usados na estrutura e no isolamento térmico de um edifício LSF pode ser reciclado ou reaproveitado na totalidade. Tanto o aço como o betão ou o tijolo, possuem muita energia incorporada, isto é, energia usada na fabricação do material, no entanto, o aço têm o seu uso justificado pela possibilidade de reciclagem. As placas OSB são produzidas exclusivamente com árvores plantadas para o efeito utilizando apenas exemplares jovens e de pequeno diâmetro, o que permite a reposição frequente da floresta. E isto são apenas alguns exemplos.

### Reabilitação urbana

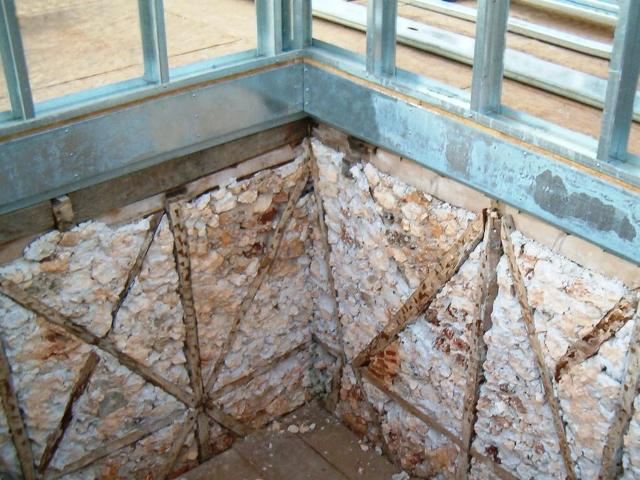
Edifício com gaiola pombalina recuperado usando light steel framing.

O baixo peso do aço e dos restantes materiais usados na light steel framing, tornam este método construtivo ideal para reabilitar ou remodelar edifícios antigos. Especialmente em certas zonas urbanas, algumas delas de difícil acesso como no centro histórico de certas cidades, a utilização de materiais mais leves reduz as dificuldades de transporte e elevação. Também, o baixo peso dos materiais empregues, muitas vezes elimina a necessidade de reforçar a estrutura do edifício. Em alguns casos, esta vantagem torna o LSF a única alternativa possível para dividir espaços ou acrescentar um novo piso. O LSF mostra ser especialmente vantajoso na substituição de pisos em madeira ou telhados já degradados.

## Custos finais
Apesar das vantagens da construção LSF e das preocupações ambientais, o preço continua a constituir um factor importantíssimo na tomada de decisão. Algumas pessoas confundem este tipo de edifícios com construções pré-fabricadas e imaginam que o preço deverá ser muito mais baixo que os praticados na construção vulgar.

### Não é construção pré-fabricada

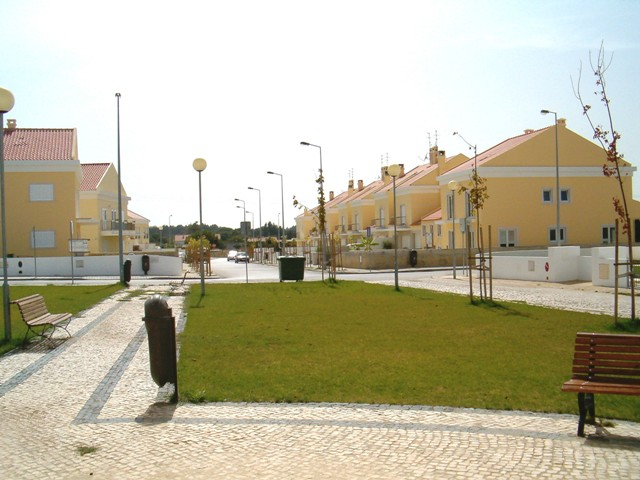
Urbanização de edifícios com estrutura em aço indiferenciáveis dos vulgares.

Na verdade, uma construção com light steel framing é tão pré-fabricada quanto uma em alvenaria. Tal como os tijolos já vêm prontos de fábrica e depois sobrepostos no local, o mesmo acontece com os perfis, que usualmente necessitam de ser cortados em obra. As entidades bancárias não financiam pré-fabricados visto que a obra pode, em teoria, ser desmontada e deslocada. Num edifício com estrutura metálica só é possível demolir o edifício tal como em qualquer outro caso, sendo que o aspecto final é rigorosamente igual ao de qualquer outra casa. E naturalmente o acesso ao crédito decorre como habitualmente em qualquer construção vulgar. As construções com light steel framing são completamente iguais, tanto externamente como internamente, a qualquer outra construção. O que varia é a estrutura metálica que lhe confere mais segurança e os materiais de isolamento térmico e acústico que lhe garantem mais conforto.

### Preços competitivos
Empregam-se os mais recentes materiais, eficientes e tecnicamente evoluídos actualmente disponíveis no mercado da construção civil. Os níveis de segurança e conforto são muito superiores à habitação média que usualmente se constrói usando o cimento e o tijolo. Naturalmente, a maior qualidade tem o seu custo. Apesar disso, as construções com estrutura em aço são comercializadas por valores semelhantes a qualquer outra habitação. Isto é possível devido à menor utilização de mão de obra, a uma gestão eficiente dos profissionais envolvidos e à racionalização dos meios de transporte e maquinaria. Ou seja, menos tempo de construção resulta numa poupança substancial de recursos o que permite alcançar valores finais competitivos. Além disso, o custo inicial também pode ser rentabilizado com o passar do tempo devido a uma menor manutenção e a uma considerável poupança energética na climatização e luminosidade do ambiente.
Esse sistema construtivo está ganhando espaço nas obras brasileiras, mas ainda é bastante utilizado em países como Estados Unidos e Canadá.